# Éréac
Éréac település Franciaországban, Côtes-d’Armor megyében. Lakosainak száma 676 fő (2022. január 1.). Éréac Lanrelas, Mérillac, Rouillac, Sévignac, Le Mené és Merdrignac községekkel határos.

## Népesség
A település népességének változása:
| Lakosok száma | 921  | 736  | 706  | 624  | 676  | 681  | 682  | 682  | 682  | 676  |
|               | 1968 | 1982 | 1990 | 2006 | 2013 | 2015 | 2017 | 2019 | 2020 | 2022 |